# 94. pehotna divizija (ZDA)
94. pehotna divizija (izvirno angleško 94th Infantry Division) je bila pehotna divizija Kopenske vojske ZDA.